# XVII Giochi dei piccoli stati d'Europa
I XVII Giochi dei piccoli stati d'Europa si sono disputati a San Marino dal 29 maggio al 3 giugno 2017.
Come fece nel 1985 e nel 2001, San Marino inaugura il terzo ciclo della manifestazione; il programma dei Giochi è stato confermato e presentato durante l'annuale riunione, tenutasi a Reykjavík il 1º giugno 2015.
Il comitato organizzatore è co-presieduto dal presidente del Comitato Olimpico Nazionale Sammarinese Gian Primo Giardi e dal Segretario di Stato per il turismo, con delega allo sport, Teodoro Lonfernini e coordinato da Angelo Vicini.

## I Giochi

### Stati partecipanti
- Andorra (49)
- Cipro (144)
- Islanda (136)
- Liechtenstein (44)
- Lussemburgo (153)
- Malta (88)
- Monaco (98)
- Montenegro (47)
- San Marino[3] (130)

### Sport
Sono presenti 12 discipline sportive, con 131 eventi.
- Atletica leggera (37)
- Beach volley (2)
- Bocce (7)
- Ciclismo (9)
- Judo (14)
- Nuoto (32)
- Pallacanestro (2)
- Pallavolo (2)
- Tennis (5)
- Tennistavolo (6)
- Tiro (7)
- Tiro con l'arco (10)

## Medagliere
| Pos.   | Paese         | Oro | Argento | Bronzo | Totale |
| ------ | ------------- | --- | ------- | ------ | ------ |
| 1      | Lussemburgo   | 38  | 36      | 24     | 98     |
| 2      | Cipro         | 30  | 35      | 19     | 84     |
| 3      | Islanda       | 27  | 14      | 19     | 60     |
| 4      | Montenegro    | 13  | 6       | 12     | 31     |
| 5      | Monaco        | 8   | 10      | 16     | 34     |
| 6      | San Marino    | 6   | 10      | 14     | 30     |
| 7      | Malta         | 4   | 9       | 16     | 29     |
| 8      | Liechtenstein | 4   | 5       | 9      | 18     |
| 9      | Andorra       | 1   | 6       | 19     | 17     |
| Totale | Totale        | 131 | 131     | 139    | 401    |

## Calendario
| ● | Cerimonia di apertura |  | Competizioni | ● | Finali | ● | Cerimonia di chiusura |

| Maggio/Giugno         | 29 Lun                | 30 Mar | 31 Mer | 1° Gio | 2 Ven | 3 Sab | Totale |     |
| --------------------- | --------------------- | ------ | ------ | ------ | ----- | ----- | ------ | --- |
| Atletica leggera      | Atletica leggera      |        | 10     |        | 12    |       | 15     | 37  |
| Beach volley          | Beach volley          |        |        |        |       | 2     |        | 2   |
| Bocce                 | Bocce                 |        | 3      | 4      |       |       |        | 7   |
| Ciclismo              | Ciclismo              |        | 4      |        |       | 3     | 2      | 9   |
| Judo                  | Judo                  |        |        | 12     |       | 2     |        | 14  |
| Nuoto                 | Nuoto                 |        | 8      | 10     | 8     | 6     |        | 32  |
| Pallacanestro         | Pallacanestro         |        |        |        | 1     | 1     |        | 2   |
| Pallavolo             | Pallavolo             |        |        |        |       |       | 2      | 2   |
| Tennis                | Tennis                |        |        |        |       | 3     | 2      | 5   |
| Tennistavolo          | Tennistavolo          |        |        | 2      | 2     |       | 2      | 6   |
| Tiro                  | Tiro                  |        |        | 3      | 2     | 1     | 1      | 7   |
| Tiro con l'arco       | Tiro con l'arco       |        |        |        |       | 8     |        | 8   |
| Totale medaglie d'oro | Totale medaglie d'oro |        | 25     | 31     | 24    | 26    | 26     | 131 |
| Cerimonie             | Cerimonie             | ●      |        |        |       |       | ●      |     |
| Maggio/Giugno         | 29 Lun                | 30 Mar | 31 Mer | 1° Gio | 2 Ven | 3 Sab | Totale |     |

## Impianti
Gli impianti sono raggruppati in quattro poli, al fine di limitare gli spostamenti per gli atleti.
- Polo A (Serravalle)
Atletica - San Marino Stadium
Beach volley - Beach Volley Arena
Nuoto - Multieventi Sport Domus
Pallacanestro - Multieventi Sport Domus
Pallavolo - Palestra Alessandro Casadei
Tennis tavolo - Palestra di Falciano
Tiro a volo - Stand della Ciarulla
- Polo B (Acquaviva)
Judo - Palestra di Acquaviva
Tiro a segno - Tiro a segno di Acquaviva
- Polo C (Fonte dell'Ovo, Città di San Marino)
Ciclismo - viale Campo dei Giudei e Monte Carlo
Tennis - Centro Tennis Cassa di Risparmio
Tiro con l'arco - Campo sportivo di Montecchio
- Polo D (Borgo Maggiore)
Bocce - Bocciodromo di Borgo Maggiore